# Georges Bellec
Georges Bellec (* 18. März 1918 in Saint-Nazaire; † 13. Dezember 2012 in Senlis) war ein französischer Sänger, Maler und Musiker.
Georges Bellec war wie sein Bruder André Mitglied des berühmten Sängerquartetts Les Frères Jacques, die 1946 gegründet wurde und Chansons u. a. von Boris Vian, Georges Brassens, Jacques Prévert und Léo Ferré auf humoristische Art und Weise interpretierte. Nach einer letzten Tournee 1982 löste sich die Gruppe mit François Soubeyran (1919–2002)
André Bellec (1914–2008) und  Paul Tourenne (* 1923) auf.